# Melanargia japygia
Melanargia japygia är en fjärilsart som beskrevs av Cyrillo 1787. Melanargia japygia ingår i släktet Melanargia och familjen praktfjärilar. Inga underarter finns listade i Catalogue of Life.